# Michael Nestius
Michael Nestius (* 1721 in Swantow auf Rügen; † 1794 in Bergen auf Rügen) war ein deutscher evangelischer Geistlicher.

## Leben
Michael Nestius war der Sohn von Jakob Nestius (1691–1766), Pastor in Swantow.
1751 wurde er, nachdem er einige Zeit in Trent in der St.-Katharinen-Kirche tätig war, als Diakon nach Bergen berufen. 1782 wurde er Praepositus in Bergen und übte dieses Amt bis zu seinem Tod aus.
Er heiratete 1751 Marianne Dorothea, die Schwester des Propstes Hermann Andreas Pistorius und somit auch Schwager von Johann Joachim Spalding. Sie hatten zwei Kinder:
- Gottlieb Brandanus Nestius, der später ebenfalls Propst in Bergen wurde.[3]
- Maria Nestius (1768–1845), leitete eine Privatschule in Bergen.[4]

## Trivia
In der Trenter St.-Katharinen-Kirche hängt ein Bildnis seines Vaters, von dem das Gesamtkonzept des Altars stammte.

## Ehrungen
- Anlässlich der 300-Jahr-Feier der Universität Greifswald wurde ihm 1756 die Magisterwürde der Philosophie verliehen.
- Aufgrund seines Einsatzes während des Siebenjährigen Krieges 1758, bei dem 405 Menschen in Bergen, oft an der Ruhr, verstarben, bedankte sich die königliche Regierung mit einem Geldgeschenk.

## Werke
- Michael Nestius; Siegmund Jakob Baumgarten: Examen miraculi legionis fulminatricis contra Thomam Woolstonum : Dissertatio I. Halae Magdebvrgicae: Io. Andr. Baveri, 1740.
- Lassen sich Zorn und Gnade in Gott nach den mannichfaltigen Redensarten der heiligen Schrift mit Vernunft denken? Rostock und Greifswald: Anton Ferdinand Röse, 1765.
- Das Gebetdes Herrn zur Verherrlichung seines göttlich-weisen Uhrhebers erkläret, umschrieben und angewandt. Greifswald, In A.F. Rösens Buchhandlung, 1765.
- Disquisitio Theologico-Philosophica Ex Attributis, Quae Rebus Quibuslibet Hoc Universum Constituentibus Communia Sunt, Demonstrans, Non Esse Necessarias, Sed Ab Ente Necessarie Creatas. Berolini, Gottl. August. Lange 1794.
- Michael Nest; Jacob Nestius; Anton Ferdinand Röse: Das Gebet des Herrn zur Verherrlichung seines göttlich-weisen Uhrhebers erkläret, umschrieben und angewandt. Greifswald Universitätsbibliothek 2017.
- Michael Nest; Axel von Loewen; Gustaf von Klinkowström; Philipp Ernst von Horn; M F von Lepel; Johann Müller; Anton Ferdinand Röse: Buß- und Ermunterungs-Predigten mehrentheils zur Krieges-Zeit an öffentlichen Bet-Tagen über vorgeschriebene Texte gehalten. Greifswald Universitätsbibliothek 2017.